# ویلیام الیور بیکر
ویلیام الیور بیکر (انگلیسی: William O. Baker) ; (زاده: ۱۵ ژوئیه ۱۹۱۵ - درگذشته۳۱ اکتبر ۲۰۰۵) سیاستمدار اهل ایالات متحده آمریکا بود. بیکر از ۱۹۷۳ تا ۱۹۷۹ رئیس آزمایشگاه‌های بل و مشاور موضوعات علمی پنج رئیس‌جمهور آمریکا بود.

## زندگی‌نامه
او در ۱۵ ژوئیه ۱۹۱۵ در مریلند به دنیا آمد. بیکر مدرک خود را از کالج واشینگتن دریافت کرد و برای کسب دکترای خود به دانشگاه پرینستون رفت. او بعدها تحقیقاتی برای آزمایشگاه‌های بل انجام داد که به هدایت آن‌ها کمک کرد. او بعداً در تحقیق حول تولید لاستیک مصنوعی کمک کرد. او ۱۱ اختراع ثبت‌شده در کل داشت. بیکر از سال ۱۹۷۳ تا ۱۹۷۹ آزمایشگاه‌های بل را رهبری کرد. او قبل از اینکه به عنوان رئیس آزمایشگاه‌های بل انتخاب شود، از سال ۱۹۵۵ به عنوان نایب‌رئیس تحقیقات آزمایشگاه‌های بل خدمت کرده بود. بیکر یکی از ساکنین قدیمی نیوجرسی بود. او در ۳۱ اکتبر ۲۰۰۵ در قلب نیوجرسی درگذشت.
وی همچنین برندهٔ جوایزی همچون نشان ملی علوم شده‌است.